# Médaille LAREQ d'excellence
La médaille LAREQ d'excellence, est décernée par le Laboratoire d'analyse-recherche en économie quantitative à un économiste ou un mathématicien africain de moins de trente ans « qui est susceptible d'apporter dans les années à venir une contribution significative à la pensée et à la connaissance économique ». De son origine à 2014, elle est décernée tous les ans,.